# Mochdre with Penstrowed
Mochdre with Penstrowed är en community i Storbritannien. Den ligger i kommunen Powys och riksdelen Wales, i den södra delen av landet, 240 km väster om huvudstaden London. Det inkluderar Mochdre, Penstrowed, Pentre och Stepaside.